# Kaiyuan, Honghe
Kaiyuan är en stad på häradsnivå i Honghe, en autonom prefektur för Hanifolket och yifolket i Yunnan-provinsen i sydvästra Kina.  Den ligger omkring 170 kilometer sydost om provinshuvudstaden Kunming. 